# Kurt Preussler
Kurt Preussler (* 26. März 1919 in München; † 15. April 2006 in Salzburg) war ein österreichischer Politiker (SPÖ). Er war von 1949 bis 1971 Abgeordneter zum Nationalrat.
Preussler besuchte nach der Volksschule zwischen 1929 und 1937 das Akademische Gymnasium in Salzburg und legte 1937 die Matura ab. Er studierte danach sechs Semester Staatswissenschaften an der Universität Innsbruck und leistete ab 1937 Militärdienst beim Österreichischen Bundesheer. Zwischen 1939 und 1945 musste er Militärdienst im Zweiten Weltkrieg ableisten, danach war er zwischen 1945 und 1946 als Angestellter der Post tätig. In der Folge war Preussler von 1946 bis 1951 als Landessekretär des Freien Wirtschaftsverbandes beschäftigt, danach fungierte er von 1951 bis 1954 als Abteilungsleiter und von 1954 bis 1976 als Landesstellendirektor der Pensionsversicherungsanstalt der Arbeiter in Salzburg.
Sein politisches Engagement begann Preussler als Mitglied der roten Falken, zudem trat er 1933 der Sozialdemokratischen Partei bei. Nach dem Zweiten Weltkrieg hatte er innerparteilich die Funktion des Vorsitzenden der SPÖ-Sektion Altstadt in Salzburg inne, zudem war er von 1948 bis 1953 stellvertretender SPÖ-Bezirksparteivorsitzender und von 1953 bis 1974 Bezirkspartei-Vorsitzender der SPÖ Salzburg-Stadt. Sein erstes politisches Mandat übernahm Preussler 1962 als Gemeinderat in Salzburg, eine Funktion, die er bis 1967 ausübte. Zudem war Preussler Klubvorsitzender der SPÖ-Gemeinderatsfraktion. Preussler vertrat zudem die SPÖ vom 8. November 1949 bis zum 4. November 1971 im Nationalrat. Nach seiner politischen Karriere wirkte er zwischen 1971 und 1998 als Präsident der Salzburger Volkshilfe.

## Auszeichnungen
- Großes Silbernes Ehrenzeichen für Verdienste um die Republik Österreich (1960)
- Goldenes Verdienstzeichen des Landes Salzburg (1971)
- Ring der Stadt Salzburg